# هتل و کازینوی مونت‌کارلو
هتل و کازینوی مونته کارلو (به انگلیسی: Monte Carlo Resort and Casino) امروزه پارک MGM، نام یک هتل و کازینوی مجلل در شهر لاس وگاس در آمریکا است.
این هتل سال ۲۰۱۸ موقتاً برای ارتقا بسته شد و اکنون با عنوان پارک MGM بازگشایی شده‌است.
این مجموعه در محدوده مرکز تفریحی ام جی ام (تحت توسعه) تحت عنوان پارک ام جی ام قرار دارد و تی موبایل آرنا و هتل کازینوی نیویورک نیویورک در مجاورت آن قرار دارند.

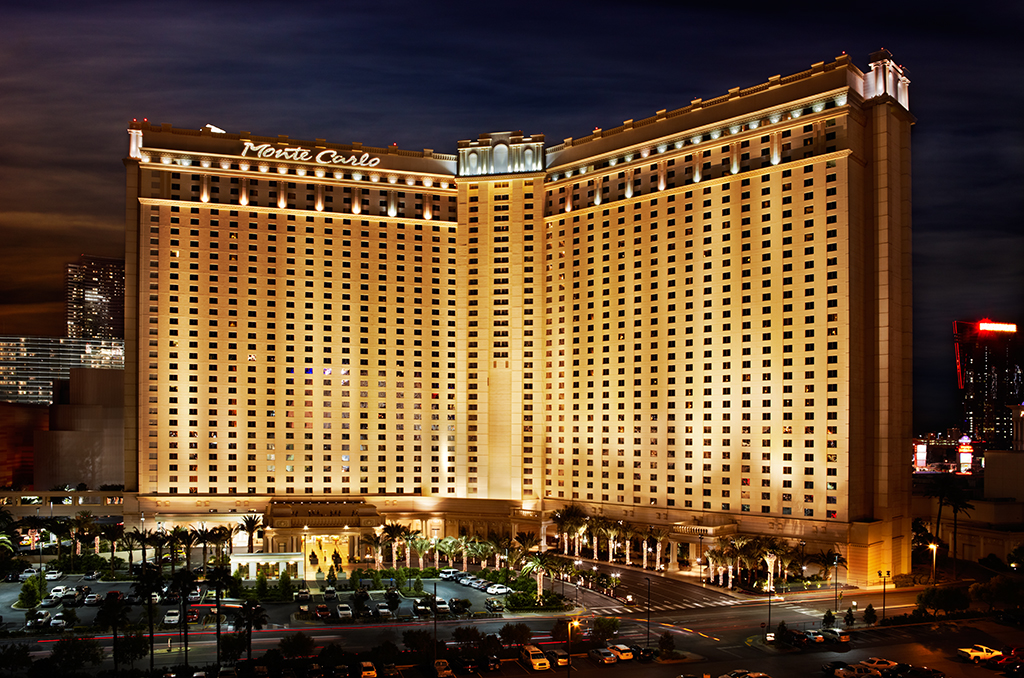